# Makoto (luchadora)
Makoto (en japonés: 真琴, Makoto) (Kōbe, 26 de septiembre de 1989) es una luchadora profesional japonesa.

## Carrera profesional

### Ice Ribbon (2006–2011)
En febrero de 2006, Makoto comenzó a entrenar bajo la dirección de la luchadora de Gatokunyan Emi Sakura. Dos meses después, Sakura abandonó Gatokunyan para formar su propia promoción, Ice Ribbon, llevándose, entre otros, a Makoto. Makoto debutó en la lucha libre el 25 de julio de 2006, en el tercer espectáculo de Ice Ribbon, perdiendo en un minuto contra Riho, que entonces tenía nueve años. El personaje de Makoto en sus inicios en la lucha libre se basaba en su fobia social en la vida real y en su crecimiento como niña hikikomori. Su primer año en la lucha libre consistió en combates cortos y derrotas. Al principio, Makoto también empezó a trabajar con regularidad en NEO Japan Ladies Pro Wrestling, donde representaba al Sakura Ribbon-gun ("Ejército de la Cinta de Sakura"). 
Consiguió la primera victoria de su carrera en NEO el 18 de febrero de 2007, al vencer a Tanny Mouse en un combate por equipos de catorce personas entre las Sakura Ribbon-gun y las NEO Machine Guns-gun. El 1 de febrero de 2008 ganó su primer título, al formar equipo con su ídolo Etsuko Mita para derrotar a Tanny Mouse y Yuki Miyazaki por el International Ribbon Tag Team Championship. El 23 de diciembre, Makoto llegó a la final de un torneo para coronar a la primera campeona de ICE×60, antes de ser derrotada por Seina. Tras dos desafíos infructuosos por el título contra Kiyoko Ichiki, finalmente ganaría el Campeonato ICE×60 el 23 de agosto de 2009, al derrotar a Ichiki en su tercer combate por el título entre ellas. Perdería el título ante Emi Sakura el 12 de octubre de 2009.

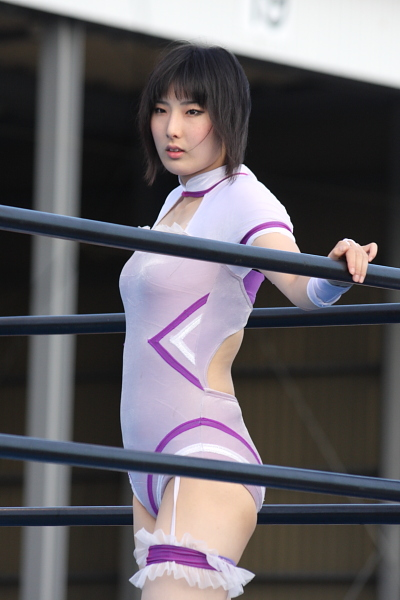
Makoto en julio de 2010.

El año 2009 se caracterizó por el enfrentamiento con su antigua compañera Etsuko Mita, que desembocó en el combate de retirada de Mita el 1 de noviembre de 2009, en el que derrotó a Makoto. El enfrentamiento con Mita también llevó a la evolución de su personaje, que pasó de ser alguien cómico, débil y asustadizo a una competidora más seria. En 2010, Makoto comenzó a hacer apariciones para otras promociones como Kaientai Dojo, Osaka Pro Wrestling, Pro Wrestling ZERO1 y SMASH. El 26 de diciembre en Ribbon Mania 2010, Makoto se enfrentó a Tajiri en un esfuerzo perdedor.
En enero de 2011, Makoto se convirtió en el líder de un stable llamado "Heisei YTR" (Young Traditional Revolution), que también incluía a Chii Tomiya, Hikari Minami, Kurumi, Riho y Tsukushi. El grupo se enfrentó principalmente a la cuadra "Ichinisanshidan", que incluía a Hikaru Shida, Miyako Matsumoto, Mochi Miyagi, Tsukasa Fujimoto y Mika Iida, que originalmente era miembro de Heisei YTR, pero cambió de bando al principio de la rivalidad. El 6 de febrero, Makoto y Riho llegaron a la final del concurso Ike! ¡Ike! ¡Ima, Ike! Ribbon Tag Tournament, antes de ser derrotadas por Hikaru Shida y Tsukasa Fujimoto en un combate en el que también se disputó el International Ribbon Tag Team Championship.
El 21 de marzo, Makoto tuvo otro combate de alto nivel contra un luchador masculino, cuando fue derrotada por Taka Michinoku en el Ice Ribbon March 2011. Durante la primera mitad de 2011, Makoto también hizo varias apariciones para Union Pro Wrestling, donde representó un personaje villano más duro, trabajando bajo el nombre en el ring Makoto-hime ("Princesa Makoto") y dirigiendo a Cao Zhang y Choun Shiryu durante su reinado del Big China Unified Nakahara Tag Team Championship.
Makoto, que había declarado que su sueño era llegar a la WWE, debutó en Estados Unidos el 30 de julio de 2011, cuando formó equipo con Daizee Haze y Sara Del Rey en un esfuerzo perdedor contra el trío formado por Mima Shimoda, Portia Pérez y Tsukasa Fujimoto en un evento de Chikara en Reading (Pensilvania). Al día siguiente, Makoto fue derrotada por la campeona ICE×60 Fujimoto en un combate "Ice Ribbon Showcase" en el Asylum Arena de Filadelfia (Pensilvania). El 5 de agosto, se anunció que Makoto dejaría Ice Ribbon para irse a SMASH, donde consideraba que tenía una mejor oportunidad de alcanzar su objetivo de llegar a la WWE.
Tras el anuncio, Makoto retó sin éxito a Tsukasa Fujimoto por el Campeonato ICE×60 el 7 de agosto. Sin embargo, seis días después, Makoto y su entrenadora Emi Sakura derrotaron a las Lovely Butchers (Hamuko Hoshi y Mochi Miyagi) por el International Ribbon Tag Team Championship. El 21 de agosto, Makoto fue derrotada por Sakura en su combate de despedida de la cinta de hielo, tras lo cual el International Ribbon Tag Team Championship quedó vacante.

### SMASH (2010–2012)
Makoto debutó en la promoción SMASH de Yoshihiro Tajiri el 24 de diciembre de 2010, en Happening Eve, donde formó equipo con Isami Kodaka y Yusuke Kodama para derrotar a Chii Tomiya, Hikari Minami y Kushida en un combate por equipos intergénero de seis personas, anotando el pinfall decisivo sobre Tomiya. En su siguiente aparición en SMASH, el 29 de enero de 2011, en Smash.13, Makoto fue derrotada por la exluchadora de la WWE, Serena. Tras el combate, Makoto fue atacada por Kana, Io Shirai y Mio Shirai, el trío conocido como Triple Cola, que antes había atacado a otro de los protegidos de Tajiri, Yusuke Kodama, tras su combate. El 30 de abril, en el Smash.16, Makoto formó equipo con Serena y Syuri para derrotar a las Triple Cola en un combate por equipos de seis mujeres. El 3 de mayo, en el Smash.17, Makoto formó equipo con Tajiri en un combate intergenérico de escaleras a tres bandas, en el que se disputó la posesión de los nuevos cinturones del Campeonato Smash y del Campeonato Smash de Divas, que habían sido robados anteriormente por Michael Kovac. En el combate, Makoto y Tajiri derrotaron a los equipos de Kovac y Lin Byron, y de Hajime Ohara y Jessica Love para recuperar la posesión de los cinturones, que luego se pusieron en juego en torneos separados.
Como preparación para el torneo Smash Diva Championship, Makoto, ahora miembro del Smash Seikigun ("ejército regular"), comenzó a entrenar con gente como Tajiri y Funaki, este último le enseñó una nueva maniobra de finalización, la lanza, que había aprendido de Edge durante sus años en la WWE. Makoto participó en el Smash Diva Championship el 15 de julio en Smash.19, derrotando a su compañera Chii Tomiya, habitual de la cinta de hielo, con la lanza en tan solo cuatro minutos. El 11 de agosto, en Smash.20 Emi Sakura acompañó a Makoto en una rueda de prensa, en la que firmó oficialmente para convertirse en miembro a tiempo completo del roster de Smash, ultimando su salto desde Ice Ribbon. Más tarde, ese mismo día, Makoto fue eliminada del torneo Smash Diva Championship en la fase semifinal por Serena. El 8 de septiembre en Smash.21 después de que Kana derrotara a Serena y se convirtiera en la campeona inaugural de Smash Diva, Makoto, junto con Syuri, Ray y Tomoka Nakagawa, subió al ring para retar a la nueva campeona a un combate por el título. Las cuatro aspirantes tuvieron un combate por el número uno el 28 de octubre en Smash.22, que ganó Nakagawa.
El 5 de noviembre, Makoto debutó con All Japan Pro Wrestling en Taiwán, formando equipo con Bushi y Último Dragón para derrotar a Cheerleader Melissa, Black Bushi y Dark Dragon en un combate por equipos de seis personas. Al día siguiente, Makoto fue derrotada por Melissa en lo que se anunció como el primer combate de lucha libre femenina en Taiwán. El 25 de diciembre, Makoto hizo una aparición en el evento RibbonMania 2011 de Ice Ribbon, participando en la ceremonia de retirada de Seina y Minori Makiba después de su último combate. El 30 de diciembre en Smash.24, Makoto luchó su primer combate hardcore, cuando hizo equipo con Lin Byron en un esfuerzo perdedor contra el equipo de Kana y la campeona de Smash Diva Tomoka Nakagawa. El 10 de febrero de 2012, SMASH anunció que la promoción se retiraría después de su evento del 14 de marzo, tras lo cual Makoto se convertiría en agente libre. En su última aparición, el 14 de marzo, Makoto formó equipo con Hisamaru Tajima y Jiro Kuroshio en un combate por equipos de seis personas, donde fueron derrotados por Josh O'Brien, Tomoka Nakagawa y Yoshiaki Yago.

### Wrestling New Classic y Reina (2012–presente)

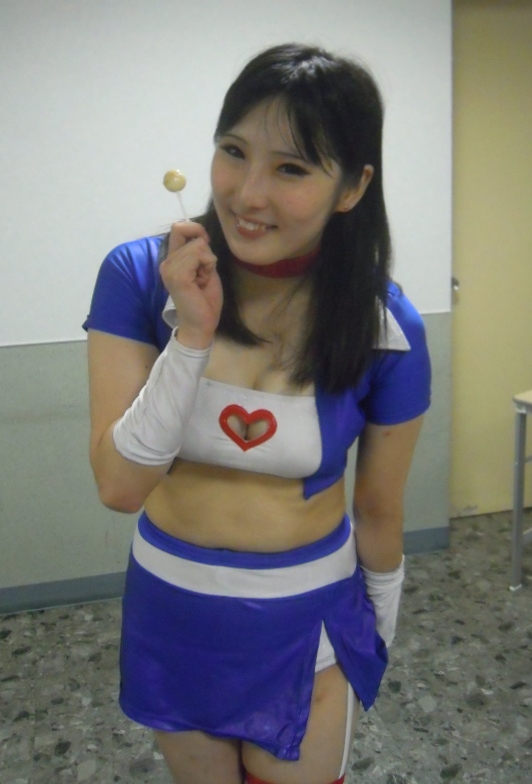
Makoto en 2013.

El 5 de abril de 2012, Tajiri anunció la promoción que seguiría a SMASH, Wrestling New Classic (WNC), que celebraría su primer evento el 26 de abril, y nombró a Makoto como parte del roster de la promoción. Antes del primer evento de WNC, Makoto debutó en Pro Wrestling Wave el 8 de abril, apareciendo como oponente sorpresa de la excompañera de entrenamiento de Gatokunyan, Moeka Haruhi, a la que derrotó en solo tres minutos. Ese mismo día, Makoto regresó a Union Pro para disputar su primer combate como Makoto-hime, un combate por equipos mixtos, en el que ella y Choun Shiryu fueron derrotados por Kengo Ohka y Mio Shirai. El 26 de abril, en el primer evento de la WNC, Before the Dawn, Makoto formó equipo con Syuri en un combate por equipos mixtos, en el que fueron derrotadas por Kana y Mio Shirai, y en el que Kana venció a Makoto.
Durante los meses siguientes, Shirai tomó a Makoto bajo su tutela y ambas empezaron a referirse la una a la otra como hermanas. Makoto también le declaró la guerra a Kana, aunque no consiguió acabar con su racha de derrotas en Smash/WNC, tanto en combates por equipos como en individuales contra ella. La racha acabó finalmente el 22 de junio, cuando Makoto consiguió su primer pinfall directo desde julio de 2011, al pinchar a Kana en un combate por equipos, en el que ella y Mio Shirai se enfrentaron a Kana y Syuri. El 23 de junio, Makoto luchó en su primer combate individual contra Syuri, perdiendo el combate por detención del árbitro, después de lesionarse la muñeca izquierda. La lesión, diagnosticada posteriormente como una fractura por avulsión, obligó a Makoto a ausentarse dos meses y a cancelar su primer evento independiente, titulado Mako Pro, programado para el 8 de julio.
El 30 de agosto, Makoto regresó al ring en un evento de la WNC celebrado en el Korakuen Hall, y perdió contra Nozaki en un combate individual. Makoto también fue derrotada en dos revanchas los dos días siguientes, perdiendo todos los combates por la detención del árbitro debido a una llave durmiente.
El 25 de septiembre, Makoto regresó a la Pro Wrestling Wave, cuando ella y Moeka Haruhi participaron en el torneo Dual Shock Wave 2012. A pesar de sus problemas anteriores entre ellas, el equipo, conocido colectivamente como "1st Impact", abrió su torneo con una victoria sobre Kurigohan (Ayumi Kurihara y Mika Iida). Sin embargo, el equipo perdió los siguientes combates contra Hikaru Shida y Yumi Ohka, y Shuu Shibutani y Syuri, por lo que fue eliminado del torneo. El 3 de octubre, Makoto debutó en World Wonder Ring Stardom, luchando contra Mika Iida hasta un empate de diez minutos.
Al principio del evento, las dos formaron equipo en un combate por parejas, en el que derrotaron al equipo Ice Ribbon de Hikaru Shida y Hamuko Hoshi. Más tarde, en el evento semiprincipal, Makoto fue derrotada por la veterana luchadora y fundadora de la Oz Academy, Mayumi Ozaki, en un combate individual. El 26 de noviembre, Makoto fue derrotada por Kana en la primera ronda del torneo del Campeonato Femenino de la WNC. Al día siguiente, en el evento Pro Wrestling Wave, Makoto y Moeka Haruhi derrotaron a Aya Yuki y Sawako Shimono, Cherry y Shuu Shibutani, Hikaru Shida y Nagisa Nozaki, y Ryo Mizunami y Yuu Yamagata en un combate de cinco equipos para convertirse en los aspirantes número uno al Wave Tag Team Championship. 1st Impact recibió su oportunidad por el título el 16 de diciembre, pero fue derrotado por los campeones defensores, Makkurokorosuke (Misaki Ohata y Tsukasa Fujimoto). El 24 de diciembre, Makoto hizo una aparición para JWP Joshi Puroresu, participando en un battle royal de once mujeres de Santa Cosplay, que fue ganado por Nana Kawasa.
 El 4 de enero de 2013, Makoto consiguió su primera victoria sobre su rival Nagisa Nozaki en un combate individual de rencor.
El 25 de enero, Makoto protagonizó su primer evento de la WNC, en el que formó equipo con Mitoshichi Shinose y Tajiri en un combate por equipos de seis personas, en el que derrotaron a Akira, Shinya Ishikawa y Syuri, y en el que Makoto se impuso a la campeona femenina de la WNC, Syuri. Dos días después, Makoto fue derrotada por Syuri en un combate individual sin título. A pesar de la derrota, Makoto anunció su intención de luchar por el Campeonato Femenino de la WNC y recibió el apoyo de Tajiri.
El 31 de marzo, Makoto utilizó el movimiento por primera vez para derrotar a Lin Byron durante un programa vespertino y convertirse en la aspirante número uno al Campeonato Femenino de la WNC. Durante otro evento celebrado más tarde ese mismo día, Makoto utilizó el Arabesque para derrotar a Syuri y convertirse en la nueva Campeona Femenina de la WNC. El 6 de abril, Makoto debutó en el Reina Joshi Puroresu, derrotando a Jenny Rose en un combate individual. El 14 de abril, Makoto regresó al JWP para proponer a la presidenta de la promoción, Command Bolshoi, como tercera y última retadora para su primera defensa del título, un combate a cuatro bandas el 25 de abril.
El 25 de abril, en el evento del primer aniversario de la WNC, Makoto perdió el Campeonato Femenino de la WNC ante Lin Byron, poniendo fin a su reinado en tan sólo 25 días. El 29 de abril, Makoto regresó al World Wonder Ring Stardom para participar en el gran evento Ryōgoku Cinderella de la promoción en el Ryōgoku Kokugikan, formando equipo con Eri Susa, Hikaru Sato y Michael Nakazawa en un combate por equipos de ocho personas, donde fueron derrotados por Gota Ihashi, Kota Ibushi, Lin Byron y Mayu Iwatani, después de que tanto Makoto como Susa se volvieran contra sus compañeros de equipo masculino. Makoto continuó trabajando contra el Comando Bolshoi durante los eventos de la WNC en mayo, sufriendo una derrota por pinfall directo contra el presidente del JWP en un combate por equipos de seis personas el 24 de mayo. Makoto anunció entonces que se estaba creando un personaje enmascarado llamado "Lady Face", inspirado en Leatherface, para continuar su rivalidad con Bolshoi.
Makoto debutó en el ring como Lady Face el 27 de junio, cuando fue derrotada por Bolshoi 666, una versión más oscura de Command Bolshoi. El 14 de julio, Makoto regresó a Ice Ribbon por primera vez en dos años, luchando contra otra original de Ice Ribbon, Aoi Kizuki, hasta un empate de quince minutos. Más tarde, después de que Hikaru Shida derrotara a su compañera Syuri, Makoto se enfrentó a Shida y la retó a un combate por equipos de ocho mujeres, en el que ambas capitanearían dos equipos de luchadoras de entre 24 y 25 años. El 3 de agosto, Makoto participó en un torneo de tres mujeres para determinar la nueva campeona femenina de la WNC, y perdió contra Serena en su primer combate. Tras perder también su segundo combate contra Syuri el 7 de agosto, Makoto fue eliminada del torneo.
El 20 de agosto, Makoto anunció que iba a fundar un nuevo stable, llamado Shiritsu Puroresu Gakuen ("Escuela de lucha privada"), revelando a la reciente debutante Kaho Kobayashi como su primera integrante. El 24 de agosto, Makoto regresó a Reina Joshi Puroresu, cuando ella y Miyako Matsumoto, de Ice Ribbon, participaron en un torneo por el vacante Reina World Tag Team Championship, perdiendo ante Leon y Rydeen Hagane en su combate de primera ronda. Al día siguiente, Makoto regresó a Ice Ribbon y formó equipo con Aoi Kizuki, Arisa Nakajima y Sawako Shimono en un combate por equipos de ocho mujeres, donde fueron derrotadas por Hikaru Shida, Hanako Nakamori, Misaki Ohata y Syuri. El 6 de septiembre, Miyako Matsumoto se unió a la "escuela de lucha" de Makoto, convirtiéndose en el tercer miembro de su nueva stable.
El equipo entró entonces en una rivalidad argumental con el luchador masculino Takuya Kito, que anunció que también estaba formando una escuela de lucha. El 18 de septiembre, la cuadra celebró su primer combate conjunta, en el que derrotó a Kito en un combate de handicap de tres contra uno. El 21 de septiembre, Makoto debutó en la promoción Wrestle-1 y perdió contra Syuri en un combate individual.
El 1 de octubre, la exluchadora de Stardom Haruka Kato fue anunciada como el cuarto miembro del stable de Makoto. La rivalidad argumental entre las escuelas de Makoto y Takuya Kito concluyó el 31 de octubre en un combate por hándicap de cuatro contra doce, en el que Makoto, Kato, Matsumoto y Rey Paroma, derrotaron a Kito y su escuela Kuzu Pro. Después, Makoto reveló el nuevo miembro de su stable; el regreso de Mio Shirai, que a su vez trajo a Misaki Ohata con ella para unirse también a Shiritsu Puroresu Gakuen. El 22 de diciembre, Makoto hizo una aparición para Kaientai Dojo, perdiendo ante Bambi, que después aceptó convertirse en el nuevo miembro de Shiritsu Puroresu Gakuen. El 5 de enero de 2014, Makoto y Bambi derrotaron a Kaji Tomato y Yuki Sato, Kengo Mashimo y Saburo Inematsu y Daigoro Kashiwa y Ricky Fuji en un combate a cuatro bandas para ganar el WEW Hardcore Tag Team Championship de Kaientai Dojo.
El 9 de enero, WNC y Reina Joshi Puroresu celebraron una rueda de prensa para anunciar que, como parte de su nueva relación de trabajo, todas las luchadoras de WNC, incluida Makoto, estaban ahora oficialmente afiliadas a ambas promociones. Antes del evento autoproducido de Shiritsu Puroresu Gakuen el 26 de enero, se unieron a la cuadra la luchadora y árbitro a tiempo parcial Koharu Hinata, la locutora Chiho Tomiyama y la aprendiz Haruka Yoshimura. En un evento de la WNC el 27 de febrero, Makoto y Bambi hicieron su primera defensa exitosa del WEW Hardcore Tag Team Championship contra Koharu Hinata y Takuya Kito.
El 13 de abril, Makoto regresó al Kaientai Dojo para el evento del duodécimo aniversario de la promoción, donde ella y Bambi defendieron con éxito el WEW Hardcore Tag Team Championship en un combate a cuatro bandas. El 27 de abril, Makoto y Shiritsu Puroresu Gakuen ganaron otro título, cuando ella y Kaho Kobayashi derrotaron a Aki Shizuku y Ariya en la final de un torneo de ocho equipos por el vacante Reina World Tag Team Championship. Makoto y Bambi perdieron el WEW Hardcore Tag Team Championship ante Nasu Banderas y Ricky Fuji el 3 de mayo. Dos días después, Makoto y Kobayashi hicieron su primera defensa con éxito del Reina World Tag Team Championship contra el equipo Ice Ribbon de Shiori Akiba y Yuka. El 25 de mayo, perdieron el título ante Aki Shizuku y Ariya. El 4 de junio, Makoto regresó a Ice Ribbon para disputar su primer combate en el dojo en tres años, formando equipo con Kaho Kobayashi en un combate por equipos en el evento principal, en el que derrotaron a Risa Sera y Shiori Akiba.
El 18 de junio, se anunció que WNC cerraría después del 26 de junio. Las luchadoras de la promoción, incluida Makoto, siguieron afiliadas a Reina Joshi Puroresu. El 31 de julio, Makoto celebró su octavo aniversario como luchadora profesional, trabajando en un combate en el evento principal, donde ella y Ray desafiaron sin éxito a La Comandante y Yumiko Hotta por el Reina World Tag Team Championship.
El 22 de febrero de 2015, Makoto regresó a Gatoh Move, donde consiguió su primera victoria sobre su entrenadora Emi Sakura en el primer combate individual entre ambas en tres años y medio, tras lo cual retó a Riho a un combate por su Campeonato de la Triple Corona de la IWA. El 7 de marzo, Makoto formó equipo con su compañera de cuadra Rina Yamashita para desafiar sin éxito a Hikaru Shida y Syuri por el Reina World Tag Team Championship. El 26 de marzo, Makoto desafió sin éxito a Riho por el Campeonato de la Triple Corona de la IWA. El 13 de junio, Makoto y Yamashita derrotaron a Hikaru Shida y Syuri en una revancha para convertirse en las nuevas Reina World Tag Team Champions. Hicieron sus primeras defensas exitosas del título contra el equipo mexicano de Reyna Isis y Silueta el 23 de junio, y contra sus compañeras de Piero-gun Alex Lee y Cat Power el 10 de julio. El 9 de octubre, Makoto y Yamashita perdieron el título ante Silueta y Syuri en su tercera defensa.
El 21 de febrero de 2016, Makoto y Hanako Nakamori, anunciadas juntas como Makafushigi, derrotaron a Kazuki y Rydeen Hagane en la final para ganar el Torneo Tag 2016 del JWP. Como resultado, Makoto y Nakamori recibieron una oportunidad en el JWP y Daily Sports Women's Tag Team Championships, pero fueron derrotadas por las campeonas defensoras, Arisa Nakajima y Tsukasa Fujimoto, el 9 de marzo. El 25 de marzo, Makoto derrotó a Fujimoto para ganar el Reina World Women's Championship por primera vez. Con la retirada de Maki Narumiya y la salida de Syuri de la promoción el mismo día, Makoto fue apodada el nuevo "as" de Reina.
El 9 de abril, Makoto participó en un evento de World of Unpredictable Wrestling (WUW) en la ciudad de Nueva York, derrotando a Jenny Rose para ganar el Campeonato Femenino vacante de WUW. El 19 de noviembre, Makoto derrotó a Riho en un evento de Gatoh Move para ganar el Campeonato de la Triple Corona de la IWA. El 1 de julio de 2017, Makoto renunció a sus tres campeonatos, anunciando que se iba a un paréntesis prolongado para someterse a un tratamiento por una lesión en el cuello que había sufrido en 2016. Makoto declaró más tarde que tenía que elegir entre someterse a una cirugía o quedarse fuera de juego durante dos años. El 25 de octubre, Makoto hizo un regreso de una noche para participar en el combate de debut de Konatsu.

## Vida personal
Makoto nombra a Etsuko Mita y a Trish Stratus como sus dos mayores ídolos, y menciona el cosplay y el videojuego Shin Sangokumusou como algunas de sus aficiones. Makoto también es fan de la Ultimate Fighting Championship (UFC) y asistió al espectáculo UFC 88: Breakthrough en directo en el State Farm Arena de Atlanta (Georgia), en los Estados Unidos.

## Campeonatos y logros
- Championships and accomplishments
  - Gatoh Move Pro Wrestling
  - IWA Triple Crown Championship (1 vez)[151]
  - Asia Dream Tag Team Championship (1 vez) — con Riho
- Ice Ribbon
  - ICE×60 Championship (1 vez)[2][3][5]
  - International Ribbon Tag Team Championship (2 veces) – con Etsuko Mita (1) y Emi Sakura (1)[2][3][5][41]
- JWP Joshi Puroresu / PURE-J
  - Daily Sports Women's Tag Team Championship (1 vez) – con Moeka Haruhi[156]
  - JWP Tag Tournament (2016) – con Hanako Nakamori[146]
- Kaientai Dojo
  - WEW Hardcore Tag Team Championship (1 vez) – con Bambi[5]
- Puroresu Sano Damashii
  - Sano Damashii Saikyo Tournament (2014)[157]
- Reina Joshi Puroresu
  - Reina World Tag Team Championship (3 veces) – con Kaho Kobayashi (1), Ariya (1) y Rina Yamashita (1)[5]
  - Reina World Women's Championship (1 vez)[149]
  - New Reina World Tag Team Champion Determination Tournament (2014) – con Kaho Kobayashi[133]
- Seadlinnng
  - Beyond the Sea Tag Team Championship (2 veces) – con Asuka[158]
- World of Unpredictable Wrestling
  - WUW Women's Championship (1 vez)[150]
- Wrestling New Classic
  - WNC Women's Championship (1 vez)[5][93]